# Sanai (Népal)
Sanai (en népalais : सनई) est un comité de développement villageois du Népal situé dans le district de Nawalparasi. Au recensement de 2011, il comptait 7 159 habitants.